# تخصر انبثاقي

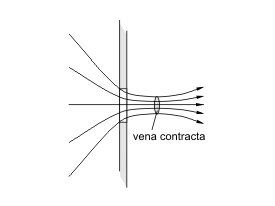
التخصر الانبثاقي

التخصُّر الانبثاقي أو تخصُّر النافورة أو الاختناق الوريدي أو تخصر البثق (بالإنجليزية: Vena contracta)‏ هو أضيق موضع في مسار تدفق سائل من أنوب عندما يكون قطر التيار هو الأقل، وتكون سرعة السائل في أقصى حد لها، كما هو الحال في حالة التدفق الخارج من المنفث.
ويلاحظ التأثير أيضًا في التدفق من الخزان إلى الأنبوب، أو الانكماش المفاجئ في قطر الأنبوب. عندما تتقارب خطوط الانسيابية مباشرة مع تغير القطر، وتحدث منطقة التدفق المنفصل عند الزاوية الحادة لتغير القطر وتمتد إلى ما بعد التخصر الانبثاقي، ويمكن رؤيته في مقياس التدفق.